# سنیگالیا
سنیگالیا (به ایتالیایی: Senigallia) یک کومونه در ایتالیا است که در استان آنکونا واقع شده‌است.

## خصوصیات
سنیگالیا ۱۱۵ کیلومترمربع مساحت و ۴۴٬۴۹۸ نفر جمعیت دارد و ۳ متر بالاتر از سطح دریا واقع شده‌است.

## خواهرخوانده
شهرهای لراخ، سانس و چستر خواهرخوانده‌های سنیگالیا هستند.